# Topomyia rubithoracis
Topomyia rubithoracis är en tvåvingeart som beskrevs av George Frederick Leicester 1908. Topomyia rubithoracis ingår i släktet Topomyia och familjen stickmyggor. Inga underarter finns listade i Catalogue of Life.